# 奉化水蜜桃

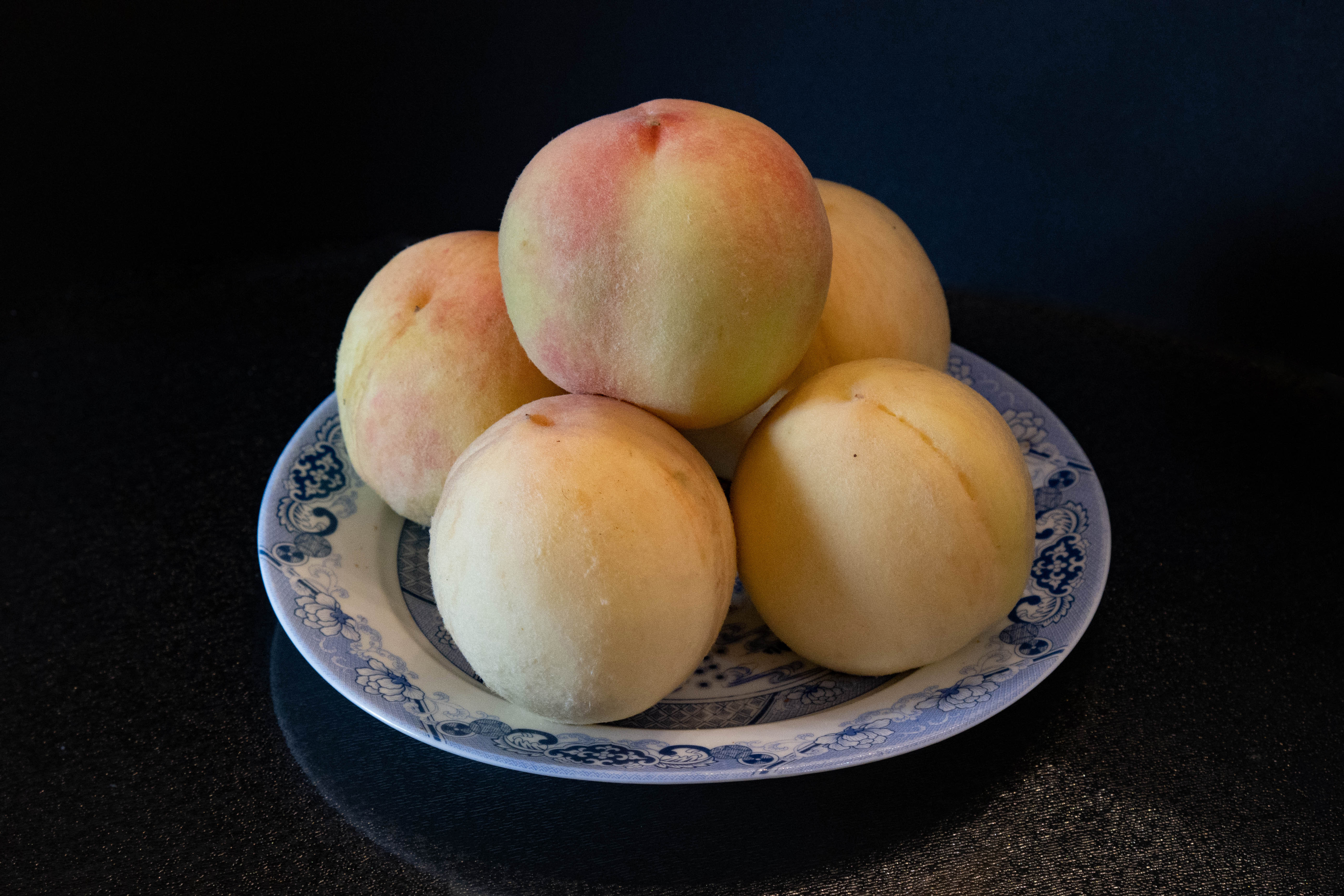
奉化水蜜桃

奉化水蜜桃是中华人民共和国浙江省宁波市奉化区所产的一种水蜜桃，有玉露桃、黄露桃、夏白桃、小白桃等品种，以柔软多汁、鲜甜芳香等特点而闻名。奉化水蜜桃与千层饼、芋艿头并列为“奉化三宝”。

## 历史
奉化的植桃历史已经有2000多年，南宋《宝庆四明志》即将今锦屏街道长汀村所产“汀河之桃果”列入“四明特产”之中:1235。但当时，奉化水蜜桃的栽培尚不成规模，除较大的城镇与商埠有商业桃园外，一般为民众房前屋后与溪旁路边的零星种植，明清时期才开始形成规模并商业化。1883年，奉化溪口的花农张银崇从上海黄泥墙引入龙华水蜜桃，与奉化当地一个富有育种经验的和尚合作，经营了一处桃园，以龙华水蜜桃为父本，以奉化当地桃为母本进行嫁接。经过多年的培育，最终筛选出名为“玉露”的优质水蜜桃。1920年前后，奉化的水蜜桃种植面积仅700亩，至1933年前后这一数字达到4010亩，产量1500吨。每担（50千克）售价银币35至50元，约为大米价格的12至16倍。除大部分销至上海外，亦远销香港。但由于中国抗日战争期间桃园缺乏照料，大半荒芜，奉化水蜜桃的产量与质量也出现了一段时间的低迷。1949年奉化的桃树栽培仅有1936亩，产量239吨。
中华人民共和国成立后，当地政府非常重视水蜜桃的生产。1990年，奉化市（现奉化区）人大常委会决定水蜜桃为奉化市果，每年8月2日为“奉化水蜜桃节”。1996年，奉化市被中国国务院发展研究中心农村发展研究部等部门命名为“中国水蜜桃之乡”。同年，奉化成立水蜜桃研究所，引进国内外水蜜桃新品种，以不断提高产品质量。2002年，奉化市锦屏山水蜜桃专业合作社成立，并与奉化水蜜桃研究所签订了“锦屏山”牌有偿使用许可协议，此后“锦屏山”这一品牌由合作社与研究所共同管理，对奉化全境的“锦屏山”牌运作实行统一品牌、统一设计、统一制作、统一技术标准。“锦屏山”牌奉化水蜜桃曾多次被认定为浙江省农业名牌产品，并获得中国十佳农产品品牌、中国驰名商标等荣誉。2008年，奉化市水蜜桃研究所制定《奉化水蜜桃生产技术规程》，从桃园、栽培、病虫害防治等方面总结了水蜜桃的种植技术要点:1235。至2012年，奉化市水蜜桃栽培面积达到4.6万亩，年产量达到4.5万吨。

## 产地
奉化水蜜桃产于浙江省宁波市奉化区，鄞州区横溪镇、余姚市陆埠镇等地也曾有种植。由于奉化地处低山丘陵，温暖湿润，雨量充沛，气候条件良好，且土壤以砂质土为主，疏松且显微酸性，通透性和排水性能良好，这一系列条件为水蜜桃的营养生长提供了必备的基础。且奉化地区光照充足，昼夜温差大，为水蜜桃的养分积累与果实着色创造了优越的条件。低山丘陵种植，远离工厂污染，则保证了水蜜桃的绿色环保。

## 特点
奉化水蜜桃于七月下旬至八月上旬为旺熟期，果实呈圆形或卵圆形，果顶略尖，两半中间缝浅但明显。果皮呈淡黄绿色，阳面有红晕。皮薄且韧，易剥。果肉为黄白色，靠近桃核处为紫红色。肉质细腻且柔软，汁液充足，味甜而芳香。熟透时食用无需剥皮，只需要在皮上开一小洞，插入吸管即可吮吸桃汁，最后只剩皮与桃核，故被誉为“琼浆玉露”。但由于水分过多，奉化水蜜桃易熟易烂，保管期仅三至五天。

## 评价
奉化水蜜桃素有“琼浆玉露”、“仙桃寿果”、“瑶池珍品”等美誉。1984年《落叶果树分类学》一书中，将奉化水蜜桃称为“中国水蜜桃中最有名的品种”。1996年8月，浙江农业大学和上海农科院部分专家经过鉴定，认为奉化水蜜桃“风味和品质为全国之最”。2002年7月25日，奉化水蜜桃成为宁波首个获得中国地理标志产品称号的农产品。2008年6月，奉化水蜜桃栽培技艺被列入第二批宁波市非物质文化遗产名录:1236。